# Mononogatari – Die Wächter der Artefaktgeister
Mononogatari – Die Wächter der Artefaktgeister (jap.: もののがたり Mononogatari) ist eine Mangareihe von Mangaka Onigunsou, die von 2014 bis 2023 in Japan erschien. Die Geschichte erzählt von einem Geisterjäger, der wegen seiner hitzköpfigen Art eine Zeit lang zusammen mit friedfertigen Geistern in einem Haushalt leben soll. Die Mystery-Serie wurde 2023 als Anime umgesetzt, der international auch als Malevolent Spirits bekannt wurde.

## Inhalt
In seiner Kindheit verlor Hyoma Kunato seine beiden Geschwister. Er musste mitansehen, wie sie von einem Tsukumogami getötet wurden, einem Geist, der von einem Gegenstand Besitz ergriffen und menschenähnliche Form angenommen hat. Seine Familie ist ein Clan von Saenome, Geisterjägern. Sie bekämpfen und versiegeln die Tsukumogami, die eine Gefahr für die Menschen darstellen. Von seinem Großvater Zōhei wurde auch Hyoma zu einem Jäger ausgebildet und seit den Erlebnissen seiner Kindheit trägt der Junge einen tiefen Hass auf die Geister in sich. Das zeigt sich auch in den Einsätzen, in denen er sofort auf die Geister losgeht und sie brutal bekämpft. Dabei gibt es auch gutmütige oder harmlose Geister, die in ihre Welt zurückkehren wollen. Um ihm seinen Heißsporn auszutreiben, schickt Zōhei seinen Enkel zur Familie Nagatsuki. Die besteht, bis auf das Mädchen Botan, aus Tsukumogami, die in der Menschenwelt leben wollen und sich angepasst haben. Mit ihnen soll Hyoma ein Jahr leben oder er wird aus dem Clan verstoßen.
Bei den Nagatsukis angekommen provoziert Hyoma gleich einen Kampf gegen einen der sechs Tsukumogami. Und beim ersten Gespräch macht er aus seinem Misstrauen kein Geheimnis und bezichtigt die Geister, Botan auszunutzen und zu hintergehen. Nicht nur sind die Tsukumogami beleidigt, sondern das Mädchen auch verletzt und will Hyoma herauswerfen, wenn er in drei Tagen nicht mit den Tsukumogami zurechtkommt. Da er nicht zurück kann, muss er nun entgegen seines Hasses die Geister näher kennenlernen und ihre Zustimmung erlangen. Er begleitet sie bei ihren täglichen Aufgaben und lernt, dass sie selbst auf Tsukumogami Jagd machen, die den Menschen gefährlich sind. Außerdem prüfen sie die Geister, die in der Menschenwelt bleiben wollen, auf ihre Eignung. So wandelt sich langsam Hyomas Bild von ihnen. Sein Hass auf Tsukumogami sitzt jedoch tief und zeigt sich bald darauf in einem brutalen Kampf, als feindselige Geister die Gruppe angreifen. Viele von ihnen haben es auf die Familie Nagatsuki abgesehen, die sie als Verräter und Sippenjäger verachten.

## Veröffentlichung
Der Manga erschien zunächst ab April 2014 in einzelnen Kapiteln im Magazin Miracle Jump von Shūeisha. Im Dezember 2015 wurde die Veröffentlichung dort beendet und ab Januar 2016 im Ultra Jump fortgesetzt. Dort wurde die Serie im Juni 2023 abgeschlossen. Die Kapitel erschienen auch gesammelt in 16 Bänden. Dabei verkauften sich die Bände 6 bis 9 jeweils um die 20.000 Mal in der ersten Woche nach Veröffentlichung und gelangten so in die Manga-Verkaufscharts.
Eine deutsche Übersetzung von Cheyenne Dreißigacker wird seit Juli 2023 von Manga Cult in bisher elf Bänden herausgegeben (Stand Juni 2025). Darüber hinaus bringt Seven Seas Entertainment eine englische Fassung heraus und J-Pop eine italienische.

## Animeserie
Beim Studio Bandai Namco Pictures entstand 2023 eine Adaption als Anime-Fernsehserie. Regie führte Ryuichi Kimura und das Drehbuch schrieb Keiichirō Ōchi. Das Charakterdesign wurde von Shiori Fujisawa adaptiert und die künstlerische Leitung lag bei Hiroki Matsumoto. Für den Ton war Hiromi Kikuta verantwortlich, für die Kameraführung Yōichi Ōgami.
Die Adaption wurde erstmals im November 2021 angekündigt. Die Ausstrahlung der je 23 Minuten langen Folgen startete am 9. Januar 2023 auf den Sendern Tokyo MX und BS11. Die erste Staffel endete mit der zwölften Folge am 28. März. Am 4. Juli startete die zweite Staffel. Der Anime wird synchron zur japanischen Ausstrahlung international per Streaming auf der Plattform Crunchyroll veröffentlicht. Es werden Untertitel unter anderem auf Deutsch, Englisch, Spanisch, Portugiesisch, Französisch und Italienisch angeboten.

### Synchronisation
| Rolle           | Japanische Stimme (Seiyū) |
| --------------- | ------------------------- |
| Hyōma Kunato    | Takeo Ōtsuka              |
| Botan Nagatsuki | Yūki Takada               |
| Zōhei Kunato    | Hiroshi Yanaka            |
| Kagami          | Aimi Tanaka               |
| Nagi            | Chikahiro Kobayashi       |
| Haori           | Miyuki Sawashiro          |
| Yu              | Reina Ueda                |
| Suzuri          | Yoshiki Nakajima          |

### Musik
Die Musik der Serie stammt von John Kanda und XELIK. Die Vorspanne sind unterlegt mit Koigoromo von Arcana Project und Dare ga Tame von Megatera Zero. Die Abspannlieder sind Rebind von TRUE und Private Room von Azusa Tadokoro.